# Vincentius a Paulo

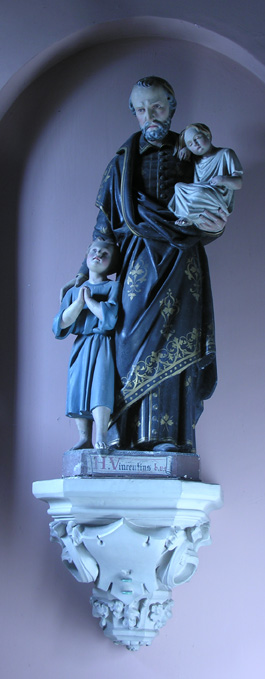
Beeld van de heilige Vincentius a Paolo in de Kluiskerk te Warfhuizen.

Vincentius a Paulo (Pouy bij Dax, 24 april 1581 – Parijs, 27 september 1660) is een Franse heilige, ordestichter en organisator van charitatieve werken.

## Biografie
Vincentius a Paulo werd geboren in 1581 in het stadje dat sinds 1828 Saint-Vincent-de-Paul heet. In 1600 werd hij tot priester gewijd.
In 1605 gaf hij les aan de universiteit van Toulouse. Hij maakte een reis naar Marseille om daar een bescheiden erfenis in ontvangst te nemen. Op de terugweg werd hij op zee gevangen genomen door Barbarijse zeerovers die hem in Tunis als slaaf verkochten. In 1607 wist Vincent te ontvluchten aan de slavenhandelaars en ging naar Rome.
In 1612 werd hij pastoor in Clichy en een jaar later huiskapelaan en leraar van de gegoede familie Gondi. In 1617 stichtte hij een vrouwenvereniging die zich wijdde aan de zorg voor armen en zieken.
In 1619 kreeg hij de moeilijke taak om als hoofdaalmoezenier te zorgen voor de galeislaven. Hij voelde zich met deze mensen, die onmenselijk hard moesten werken op de galeien, zeer verbonden en hij deed er alles aan om hun lot, waar mogelijk, te verbeteren.
Ook trok hij van parochie naar parochie en preekte hij daar gedurende drie dagen om de gelovigen de kans te geven om orde op geloofszaken te stellen, de zogenaamde volksmissies. Tevens verbeterde hij de organisatie en opleiding van de priesters.
In 1625 stichtte hij de Congregatie der Missie, vanwege de naam van hun eerste klooster (het voormalige melaatsenhuis St. Lazare) ook wel de lazaristen genoemd. Leden van deze congregatie werden uitgezonden om in verre landen, waaronder China en Brazilië, het evangelie te prediken.
En in 1633 stichtte hij samen met de heilige Louise Legras-de Marillac een zustercongregatie: de Dochters van Liefde van Vincentius a Paulo, die nog altijd een grote congregatie is. In de loop der tijd ontstonden er ook andere door de vincentiaanse spiritualiteit geïnspireerde ordes, waaronder in Nederland de zusters van Schijndel.
Van 1643 tot 1652 was hij lid van een raad die ook medezeggenschap had bij het benoemen van bisschoppen. Maar hij werd door kardinaal Mazarin uit die raad gezet, omdat hij het niet eens was met diens politieke invloed, die er onder andere voor zorgde dat Mazarin aan de macht kwam.
Hij stond koning Lodewijk XIII van Frankrijk bij aan diens sterfbed.
Hij zei tegen zijn volgelingen: "Ik geef je als klooster de straat, als cel de ziekenkamers, als kapel de parochiekerk, als slot de gehoorzaamheid en als sluier de ingetogenheid." En ook: " Je verliest er niets bij zusters, wanneer je het gebed of de Eucharistie moet verlaten om naar de armen te gaan, want je gaat naar God als je de armen gaat dienen."

## Sint-Vincentiusvereniging
De Sint-Vincentiusvereniging is een internationale katholieke vereniging van leken in dienst van de noodlijdenden, die in 1833 door toedoen van de jonge student Frédéric Ozanam het licht zag. De Belgische tak werd in 1842 in Brussel opgericht, onder andere door Edmond Van Gansbergh. De eerste Vincentiusconferentie in Nederland werd gehouden in 1846 in Den Haag.

## Vincent de Paul Center Nederland
Het Vincent de Paul Center Nederland is een centrum voor spirituele ontwikkeling en sociale actie vanuit een brede Vincentiaanse spiritualiteit. Het centrum is in 2012 opgericht en organiseert naast sociale activiteiten regelmatig een masterclass over dienend leiderschap (in samenwerking met de DePaul University in Chicago). Bron van inspiratie is de sociale spiritualiteit van Vincentius a Paulo. 

## Patroon
Vincentius a Paulo wordt aangeroepen als de patroon van alle verenigingen voor liefdadigheid maar ook van de ziekenhuizen. Zo is hij bijvoorbeeld de patroonheilige van de Broeders van Liefde, die zorgen voor geesteszieken.
Hij is ook de patroonheilige van de Zusters van Vincentius die in België nog congregaties hebben in Oost- en West-Vlaanderen.
Zijn feestdag wordt op 27 september gevierd.
In 1947 verfilmde Maurice Cloche zijn leven in de film Monsieur Vincent, naar een scenario van Jean Anouilh, met Pierre Fresnay in de rol van Vincentius a Paulo.